# 片山義雄
片山 義雄（かたやま よしお、1918年（大正7年）9月14日 - 1941年（昭和16年）12月8日）は、日本の海軍軍人。太平洋戦争劈頭の真珠湾攻撃において特殊潜航艇「甲標的」搭乗員として戦死した九軍神の一人。二階級特進により最終階級は海軍兵曹長。

## 人物・来歴
岡山県出身。片山家は農業を営み、父は陶器の行商なども行っていた。男五人兄弟の四男で片山兄弟は3人が戦死している。小学校高等科を卒業しトランク店に就職。先輩の水兵服姿が契機となり、海軍を志願し合格。赤磐郡の合格者は58名中12名である。
1936年（昭和11年）1月呉海兵団入団。海軍水兵としての基礎訓練を受け、潜水学校及び水雷学校高等科を卒業。高等科卒業の下士官は貴重な人材として待遇され、日本海軍の実務を担う中核的存在である。
日本海軍は艦隊決戦の秘密兵器として密かに特殊潜航艇（以下「特潜」 ）を開発しており、その搭乗員は厳選された人物たちであった。片山は「特潜」搭乗員に選抜され訓練を受けていたが、「特潜」の使用は洋上でも困難な点があった。1941年（昭和16年）10月13日、「特潜」の真珠湾攻撃参加が正式決定し、狭い湾口から軍港に侵入する難しい条件が重なる特別攻撃隊員に選ばれる。

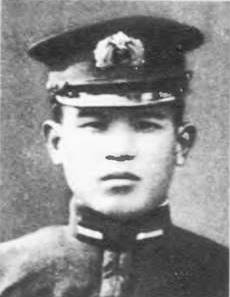
艇長
広尾彰大尉

12月7日午前2時57分（以下、現地時間）、真珠湾の湾口151度、5.3海里の地点から艇長・広尾彰海軍少尉とともに「伊二〇潜水艦」から出撃。午前11時8分、米海軍魚雷艇が「特潜」の潜望鏡を発見し、駆逐艦ブリースが爆雷攻撃を実施。11時27分、別の駆逐艦カミングスがソナーで探知した目標に対し、爆雷攻撃を実施している。前者では効果が不明であったが、後者では油や破片が海面に浮き出たのが確認されている。この攻撃を受けた「特潜」が広尾・片山艇であると推定する説がある。

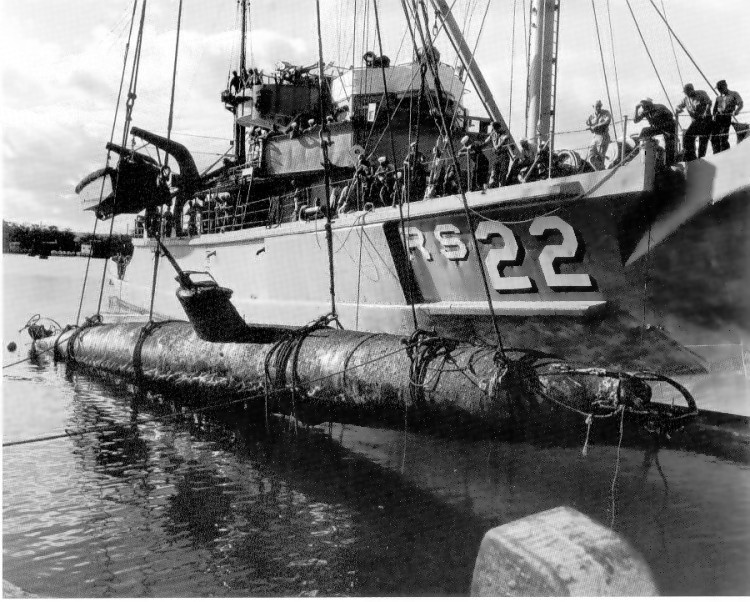
片山・広尾艇と推測される
特潜「甲標的」の引揚(1960年)

1960年（昭和35年）、ヒッカム飛行場沖のケエヒラグーンで発見された「特潜」（魚雷未発射のままであった）が引き上げられ日本に返還された。この「特潜」は海上自衛隊第一術科学校に保管されているが、広尾・片山艇であると推定する説（魚雷を発射しないまま真珠湾外で沈没し誰もいなかったのであれば、もともと艇の不調が伝えられ、常々最後になれば切り込んででも戦うと言っていた広尾彰の艇ではないかとするものである。）と、米側では遺留品から寧ろ日本で古野繁実・横山薫範艇とされたとの説（日本の一部研究者も理由は異なるようだがこの説をとる。）が伝わる。真珠湾特別攻撃隊指揮官・佐々木半九は1960年代に、推定に制約があるとした上で、片山・広尾艇、古野繁実・横山薫範艇の区分をせず、この両艇のどちらかが雷撃を実施した可能性を指摘していたが、この「特潜」の魚雷は発射されていない状態であった。